# Dąbkowo
Dąbkowo (deutsch Schönaich) ist ein Dorf in der polnischen Woiwodschaft Ermland-Masuren. Es gehört zur Landgemeinde Godkowo (Göttchendorf) im Powiat Elbląski (Kreis Elbing).

## Geographische Lage
Das Dorf liegt in der historischen Region Ostpreußen, westlich der Passarge (polnisch: Pasłęka), etwa 21 Kilometer nordöstlich von Pasłęk (Preußisch Holland) und 34 Kilometer östlich von Elbing.

## Geschichte
Das bis 1945 Schönaich genannte Dorf wurde im Jahr 1874 in den neu errichteten Amtsbezirk Döbern (heute polnisch Dobry) eingegliedert, dem es bis 1945 zugeordnet war; es gehörte somit zum Kreis Preußisch Holland im Regierungsbezirk Königsberg der preußischen Provinz Ostpreußen. 
Im Jahr 1910 waren in Schönaich 146 Einwohner registriert. Ihre Zahl betrug 1933 noch 133 und belief sich 1939 wieder auf 146.
Gegen Ende des Zweiten Weltkriegs wurde das Kreisgebiet im Januar 1945 von der Roten Armee besetzt. Im Sommer 1945 wurde Schönaich von der sowjetischen Besatzungsmacht zusammen mit der südlichen Hälfte Ostpreußens unter polnische Verwaltung gestellt. Die Polen führten für Schönaich die polnische Ortsbezeichnung Dąbkowo ein. Soweit die deutschen einheimischen Dorfbewohner nicht geflohen waren, wurde sie in der Folgezeit von der örtlichen polnischen Verwaltungsbehörde aus Schönaich vertrieben.
Das Dorf ist heute der Gmina Godkowo im Powiat Elbląski angegliedert und gehört seit 1999 zur Woiwodschaft Ermland-Masuren, vorher zur Woiwodschaft Elbląg.

## Verkehr
Das Dorf liegt unweit einer Nebenstraße, die Dobry (Döbern) mit Łępno (Lomp) verbindet.
Bis 1945 bestand über die Bahnstation Döbern Anschluss an die Bahnstrecke von Schlobitten (heute polnisch Słobity) über Wormditt (Orneta) nach Rastenburg (Kętrzyn) und Angerburg (Węgorzewo).

## Religionen

### Evangelisch
Vor 1945 war die Bevölkerung Schönaichs mehrheitlich evangelischer Konfession. Das Dorf war in das Kirchspiel Döbern (heute polnisch Dobry) eingepfarrt und gehörte zum Kirchenkreis Preußisch Holland (Pasłęk) in der Kirchenprovinz Ostpreußen der Evangelischen Kirche der Altpreußischen Union. Heute gehört Dąbkowo zur evangelisch-lutherischen Kirchengemeinde in Pasłęk (Preußisch Holland), einer Filialgemeinde der Pfarrei in Ostróda (Osterode) in der Diözese Masuren der Evangelisch-Augsburgischen Kirche in Polen.

### Katholisch
Die vor 1945 in Schönaich lebenden wenigen Katholiken gehörten zum Bistum Ermland. Heute ist die überwiegende Mehrzahl der Einwohner Dąbkowo katholisch. Das Dorf gehört jetzt zur Pfarrei in Wilczęta (Deutschendorf) innerhalb des Dekanates Pasłęk I im Bistum Elbląg der Römisch-katholischen Kirche in Polen.